# Platyura manteri
Platyura manteri är en tvåvingeart som först beskrevs av Johnson 1931.  Platyura manteri ingår i släktet Platyura och familjen platthornsmyggor. Inga underarter finns listade i Catalogue of Life.